# Robert Horne, 1. Viscount Horne of Slamannan

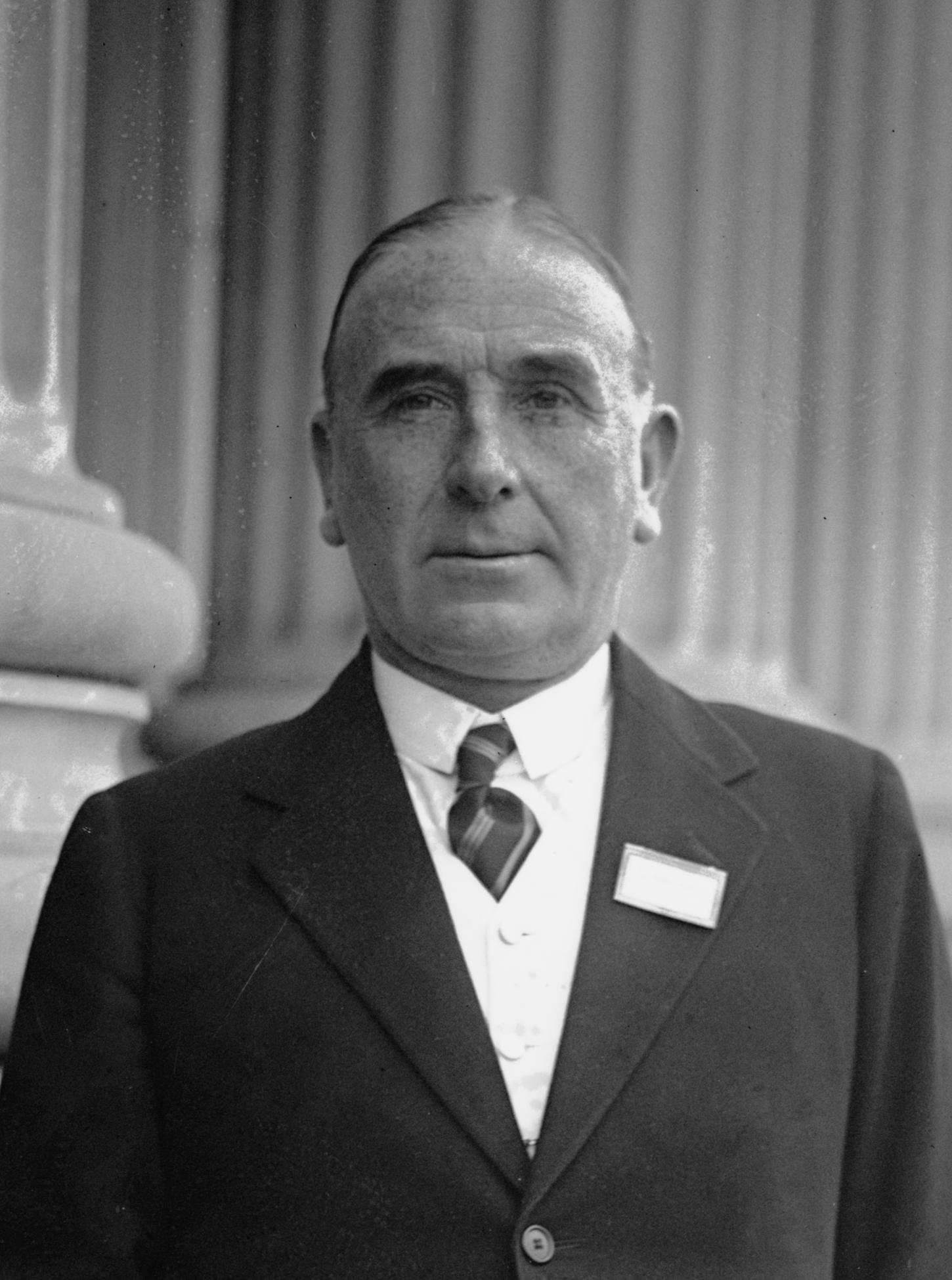
Sir Robert Horne (1. Oktober 1925)

Robert Stevenson Horne, 1. Viscount Horne of Slamannan PC (* 28. Februar 1871; † 3. September 1940) war ein britischer Hochschullehrer, Rechtsanwalt und Politiker der Scottish Unionist Party. Er war von 1918 bis 1937 Abgeordneter im House of Commons sowie in der Koalitionsregierung von Premierminister David Lloyd George nacheinander 1919 bis 1920 Arbeitsminister, von 1920 bis 1921 Handelsminister sowie zuletzt von 1921 bis 1922 Schatzkanzler. 1937 wurde er zum erblichen Peer erhoben und war dadurch bis zu seinem Tod 1940 Mitglied des House of Lords.

## Leben

### Lektor, Rechtsanwalt und Erster Weltkrieg
Horne war der Sohn des presbyterianischen Pfarrers von Slamannan in Stirlingshire, Rev. Robert Stevenson Horne (1830–1887) aus dessen Ehe mit Mary Lockhead. Er begann nach dem Besuch des George Watson’s College ein Studium der Rechtswissenschaften an der University of Glasgow, das er mit einem Bachelor of Laws (LL.B.). Ein weiteres dortiges postgraduales Studium der Philosophie beendete er mit einem Master of Arts (M.A.) und nahm 1895 zunächst eine Stelle als Lecturer für Philosophie am University College of North Wales in Bangor an, ehe er 1896 nach seiner Zulassung bei der Anwaltskammer von Schottland eine Tätigkeit als Advocate aufnahm. Neben seiner anwaltlichen Tätigkeit fungierte er aber von 1896 bis 1900 auch noch als Prüfer im Fach Philosophie an der University of Aberdeen und wurde für seine anwaltlichen Verdienste 1910 zum Kronanwalt (King’s Counsel) berufen.
Während des Ersten Weltkrieges leistete Horne Militärdienst als Offizier der Royal Engineers der British Army und wurde zuletzt zum Lieutenant-Colonel befördert. In Anerkennung seiner Verdienste wurde er 1918 als Knight Commander des Order of the British Empire (KBE) geadelt und führte fortan das Prädikat „Sir“.

### Unterhausabgeordneter und Minister
Als Kandidat der Scottish Unionist Party wurde Horne erstmals am 14. Dezember 1918 im Wahlkreis Glasgow Hillhead zum Mitglied des House of Commons gewählt. Er wurde mehrmals wiedergewählt und hatte das Mandat bis zum 25. Mai 1937 inne. Unmittelbar darauf übernahm er in der Regierung von Liste der britischen Premierminister David Lloyd George 1918 sein erstes Regierungsamt und fungierte bis 1919 als Dritter Lord der Admiralität (Third Lord of the Admiralty).
Am 10. Januar 1919 wurde er von Premierminister Lloyd George als Nachfolger von George Henry Roberts zum Arbeitsminister (Minister of Labour) in dessen Regierung berufen und übte dieses Ministeramt bis zu seiner Ablösung durch Thomas James Macnamara am 19. März 1920 aus. Zugleich wurde er 1919 auch zum Mitglied des Privy Council (PC) ernannt. Im Anschluss übernahm er im Rahmen einer Kabinettsumbildung am 19. März 1920 von Auckland Campbell-Geddes das Amt des Handelsministers (President of the Board of Trade), das er bis zum 1. April 1921 ausübte.
Im Rahmen einer weiteren Kabinettsumbildung wurde Horne, der 1920 zum Knight Grand Cross des Order of the British Empire (GBE) erhoben worden war, am 1. April 1921 von Premierminister Lloyd George zum Schatzkanzler (Chancellor of the Exchequer) berufen und somit zum Nachfolger von Austen Chamberlain; Stanley Baldwin wurde Hornes Nachfolger als Handelsminister. Horne blieb bis zum Ende von Lloyd Georges Amtszeit am 19. Oktober 1922 Schatzkanzler und bekleidete als solcher auch die Funktion des Lord High Treasurer. Einer seiner engsten Mitarbeiter als Schatzkanzler war sein Parlamentarischer Privatsekretär (Parliamentary Private Secretary) Frederick Thomson.

### Oberhausmitglied
Neben seinen Regierungsämtern übernahm Horne 1921 von Weetman Pearson, 1. Viscount Cowdray auch das Amt als Rektor der University of Aberdeen, das er bis zu seiner Ablösung durch Robert Cecil, 1. Viscount Cecil of Chelwood 1924 ausübte. Ferner wurde er 1934 Vorstandsvorsitzender des Eisenbahnunternehmens Great Western Railway.
Nach seinem Ausscheiden aus dem Unterhaus am 25. Mai 1937 wurde Horne durch ein Letters Patent vom 9. Juni 1937 als Viscount Horne of Slamannan, of Slamannan in the County of Stirling, in den erblichen Adelsstand der Peerage of the United Kingdom erhoben und wurde dadurch auf Lebenszeit Mitglied des House of Lords. Bei der durch sein Ausscheiden aus dem Unterhaus notwendig gewordenen Nachwahl (By-election) wurde James Reid zu seinem Nachfolger als Abgeordneter gewählt.
Da Viscount Horne of Slamannan ohne Nachkommen verstarb, erlosch mit seinem Tod der Adelstitel.